# Judengasse 10 (Rothenburg ob der Tauber)

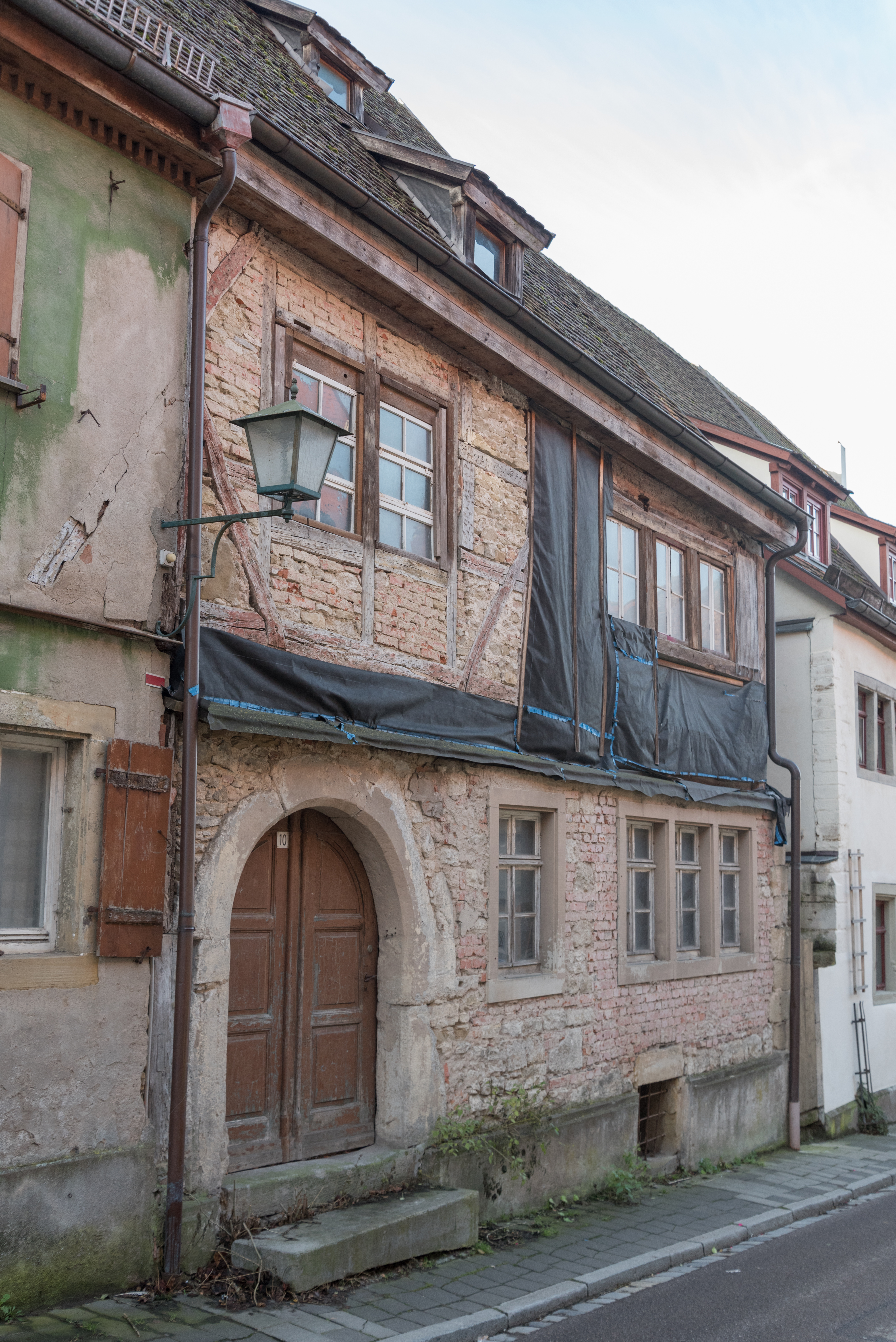
Gebäude Judengasse 10 in Rothenburg ob der Tauber (2016)

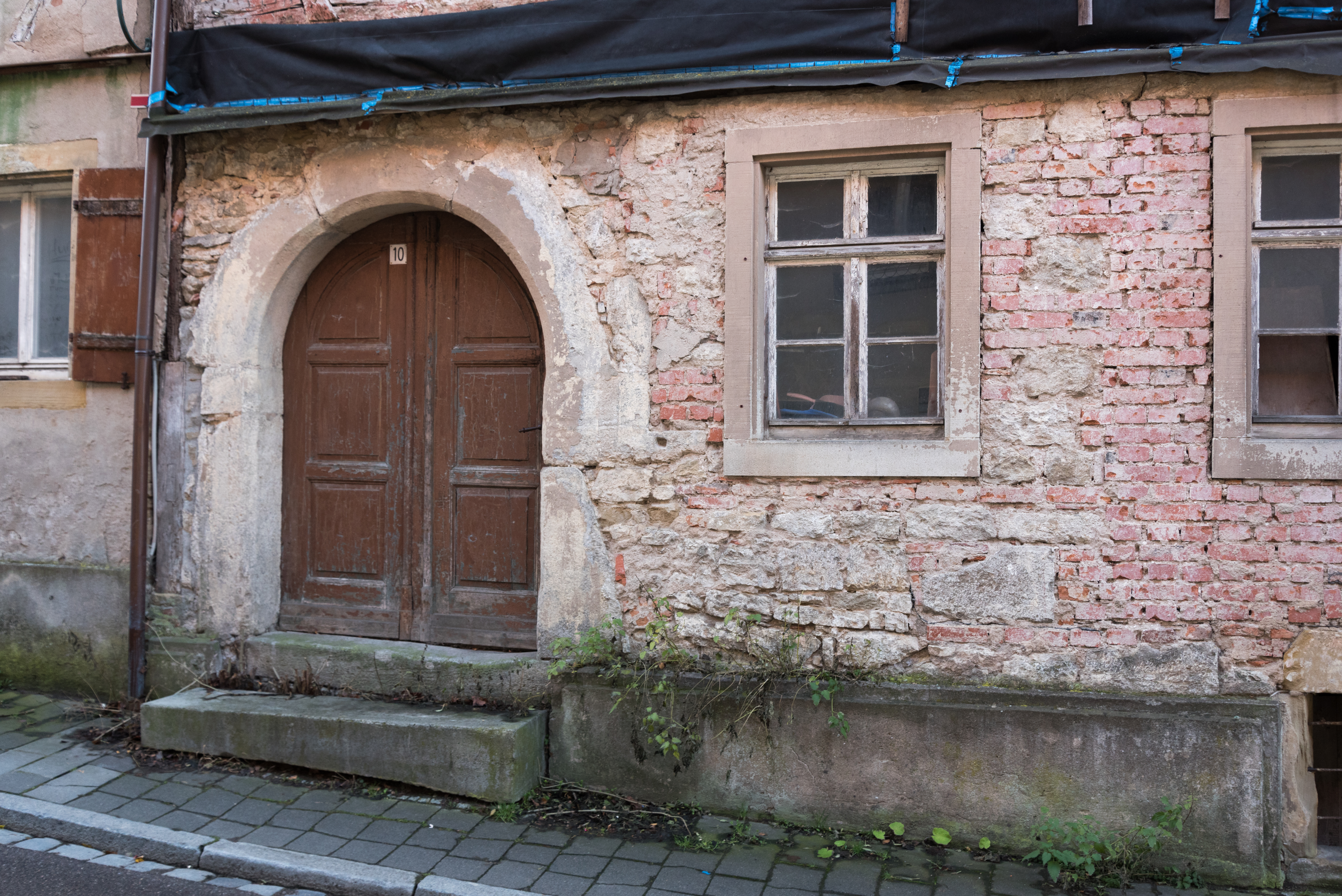
Rundbogenportal (2016)

Das Gebäude Judengasse 10 in Rothenburg ob der Tauber, einer Stadt im mittelfränkischen Landkreis Ansbach in Bayern, wurde 1409 errichtet und 1558 umgebaut. Das Wohnhaus ist ein geschütztes Baudenkmal. Bei dem Ensemble Judengasse Rothenburg ob der Tauber mit zahlreichen Häusern aus der Zeit um 1400 handelt es sich um eine der ältesten erhaltenen Judengassen im deutschsprachigen Raum.

## Beschreibung
Der zweigeschossige Traufseitbau mit steilem Satteldach hat ein Rundbogenportal und ein Fachwerkobergeschoss. 
Im Obergeschoss gibt es eine nahezu vollständig erhaltene Bohlenstube aus der Bauzeit.

## Mikwe
In dem Haus wurde die bisher einzige bekannte Mikwe (ein jüdisches Ritualbad) der Stadt Rothenburg ob der Tauber entdeckt. Die Mikwe im Gewölbekeller existierte bereits vor Errichtung des darüberliegenden Gebäudes. Sie ist das einzige in Deutschland bisher entdeckte Ritualbad mit dem dazugehörigen Haus aus dem beginnenden 15. Jahrhundert, das sich erhalten hat. Die für ein Haus in der Judengasse ungewöhnlich große Eingangshalle und der Zugang zur Mikwe direkt hinter der Haustür deuten auf eine öffentliche Nutzung hin. 

## Nutzung
Die Eingangshalle ist als Raum für kulturelle Veranstaltungen vorgesehen. Die Geschichte des Hauses, einschließlich der Mikwe im Gewölbekeller, soll der Öffentlichkeit zugänglich gemacht werden. Die Bohlenstube im Obergeschoss wird der Verein Alt-Rothenburg als Sitzungszimmer nutzen. 